# Direcciones base de entrada/salida
En la arquitectura de computadora x86, una dirección base de entrada/salida es una dirección de un puerto de entrada/salida. Es la primera dirección de un rango de direcciones consecutivas de puertos de entrada/salida que usa un dispositivo.

## Asignaciones de direcciones base de entrada/salida en los computadores compatibles con el IBM PC
Esta tabla representa rangos de direcciones comunes de entrada/salida para asignación de dispositivos en los computadores compatibles con el IBM PC. La dirección base es la primera en cada rango. Cada fila de la tabla representa un dispositivo o chip dentro del sistema del computador. Por ejemplo, la dirección del puerto de estado en el dispositivo LPT es 0x0001 arriba de la dirección base. Añadiendo la dirección base del LPT1 (0x0378) resulta en la dirección del puerto de estado del LPT1: 0x0379.
Cuando hay dos dispositivos idénticos en un sistema de computador, cada dispositivo será mapeado a una dirección base diferente (ej, LPT1, LPT2 para impresoras).
| Rango de direcciones de I/O en Hex | Dispositivo                                                                             |
| ---------------------------------- | --------------------------------------------------------------------------------------- |
| 00 – 1F                            | Primer controlador DMA 8237 A-5                                                         |
| 20 – 3F                            | Primer Controlador programable de interrupciones, 8259A, Maestro                        |
| 40 – 5F                            | Temporizador programable de intervalos (System Timer), 8254                             |
| 60 – 6F                            | teclado, 8042                                                                           |
| 70 – 7F                            | Real Time Clock, máscara NMI                                                            |
| 80 – 9F                            | Registro de página del DMA, 74LS612                                                     |
| 87                                 | Canal 0 del DMA                                                                         |
| 83                                 | Canal 1 del DMA                                                                         |
| 81                                 | Canal 2 del DMA                                                                         |
| 82                                 | Canal 3 del DMA                                                                         |
| 8B                                 | Canal 5 del DMA                                                                         |
| 89                                 | Canal 6 del DMA                                                                         |
| 8A                                 | Canal 7 del DMA                                                                         |
| 8F                                 | Refresh                                                                                 |
| A0 – BF                            | Segundo Controlador programable de interrupciones, 8259A, Esclavo                       |
| C0 – DF                            | Segundo controlador DMA 8237 A-5                                                        |
| F0                                 | Clear 80287 Busy                                                                        |
| F1                                 | Reset 80287                                                                             |
| F8 – FF                            | Coprocesador numérico, 80287                                                            |
| F0 – F5                            | Controlador de disco del PCjr                                                           |
| F8 – FF                            | Reservado para extensiones futuras del microprocesador                                  |
| 100 – 10F                          | POS Programmable Option Select (PS/2)                                                   |
| 110 – 1EF                          | Canal de I/O del sistema                                                                |
| 140 – 15F                          | SCSI host adapter secundario                                                            |
| 170 – 177                          | Controlador de disco duro ATA secundario                                                |
| 1F0 – 1F7                          | Controlador de disco duro ATA primario                                                  |
| 200 – 20F                          | Puerto de juegos                                                                        |
| 210 – 217                          | Unidad de expansión                                                                     |
| 220 – 233                          | Sound Blaster y la mayoría de las otras tarjetas de sonido                              |
| 278 – 27F                          | Puerto paralelo LPT2                                                                    |
| 280 – 29F                          | Ajuste por defecto en factoría del LCD el Wyse 2108 PC SMC Elite                        |
| 2B0 – 2DF                          | Control de exhibición alterno de la Enhanced Graphics Adapter (EGA)                     |
| 2E8 – 2EF                          | Puerto serial COM4                                                                      |
| 2E1                                | Adaptador 0 GPIB/IEEE-488                                                               |
| 2E2 – 2E3                          | Adquisición de datos                                                                    |
| 2F8 – 2FF                          | Puerto serial COM2                                                                      |
| 300 – 31F                          | Tarjeta prototipo                                                                       |
| 300 – 31F                          | Interfaces de red Ethernet compatibles con Novell NE1000                                |
| 300 – 31F                          | Interfaz de red Ethernet AMD Am7990, IRQ=5.                                             |
| 320 – 323                          | Interfaz del ST-506 y discos duros compatibles                                          |
| 330 – 331                          | MPU-401, MIDI Processing Unit en la mayoría de las tarjetas de sonido                   |
| 340 – 35F                          | SCSI host adapter primario                                                              |
| 370 – 377                          | Controlador de la disquetera                                                            |
| 378 – 37F                          | Puerto paralelo LPT1                                                                    |
| 380 – 38C                          | Adaptador Binary Synchronous Data Link Control (SDLC) secundario                        |
| 388 – 389                          | Tarjeta sintetizadora de sonido AdLib                                                   |
| 3A0 – 3A9                          | Adaptador Binary Synchronous Data Link Control (SDLC) primario                          |
| 3B0 – 3BB                          | Controlador de pantalla Monochrome Display Adapter (MDA)                                |
| 3BC – 3BF                          | Puerto paralelo LPT del MDA LPT                                                         |
| 3C0 – 3CF                          | Enhanced Graphics Adapter (EGA)                                                         |
| 3D0 – 3DF                          | Color Graphics Adapter (CGA)                                                            |
| 3E8 – 3EF                          | Puerto serial COM3                                                                      |
| 3F0 – 3F7                          | Controlador de disquetera primaria. Controlador ID primario (unidad esclava) (3F6–3F7h) |
| 3F8 – 3FF                          | Puerto serial COM1                                                                      |
| CF8 – CFC                          | Espacio de configuración PCI                                                            |

Nota: Para muchos dispositivos listados arriba las asignaciones pueden ser cambiadas por medio de jumpers, interruptores DIP, o software Plug and play